# 広州塔駅
広州塔駅（こうしゅうとうえき、中文表記: 广州塔站、英文表記: Canton Tower Station）は、中華人民共和国広東省広州市海珠区に位置する広州地下鉄・広州有軌電車の駅である。

## 利用可能な鉄道路線
広州地下鉄
■ 3号線
■ APM線
広州有軌電車
■ 海珠有軌1号線

## 駅構造

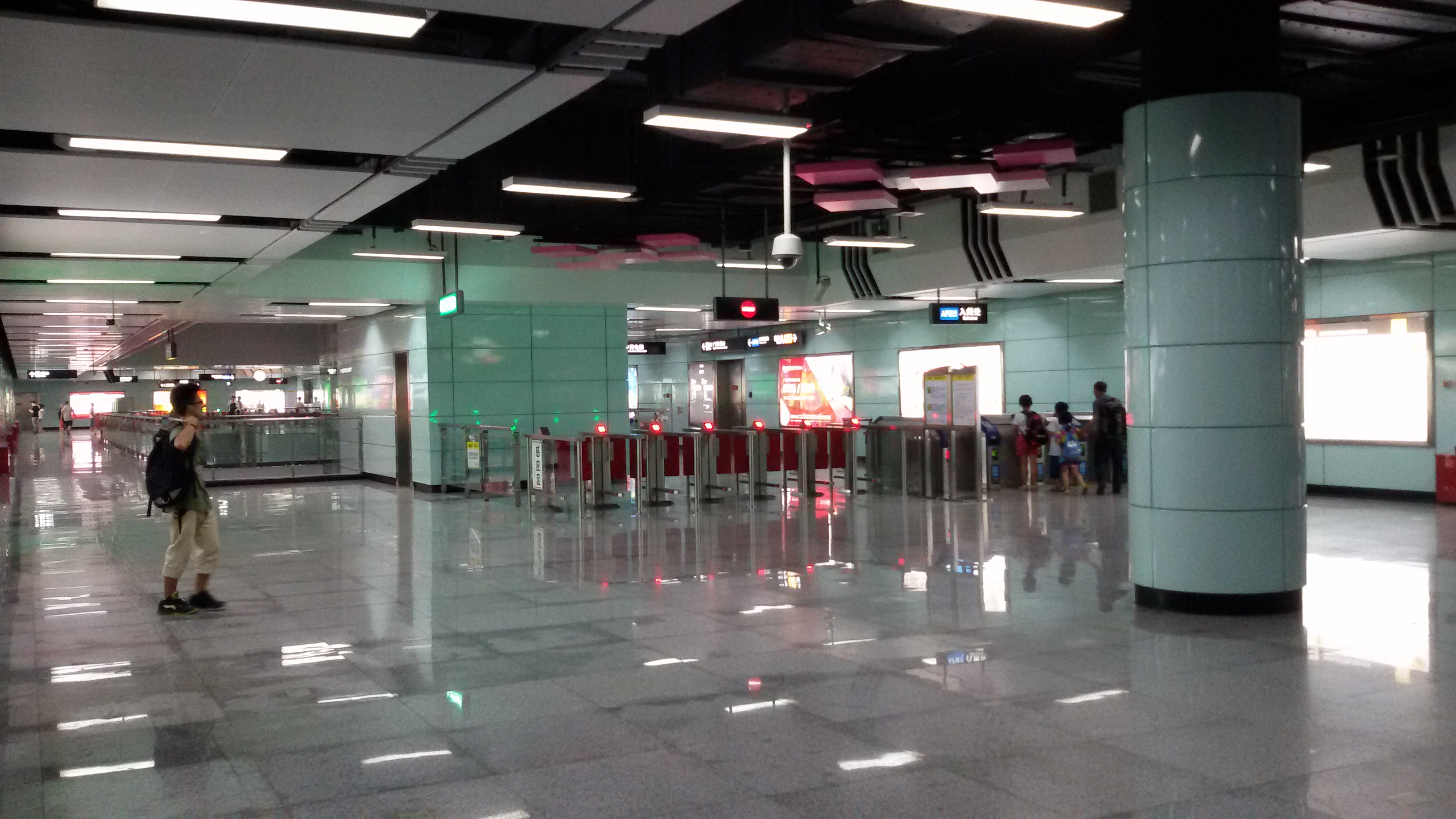
APM線コンコース

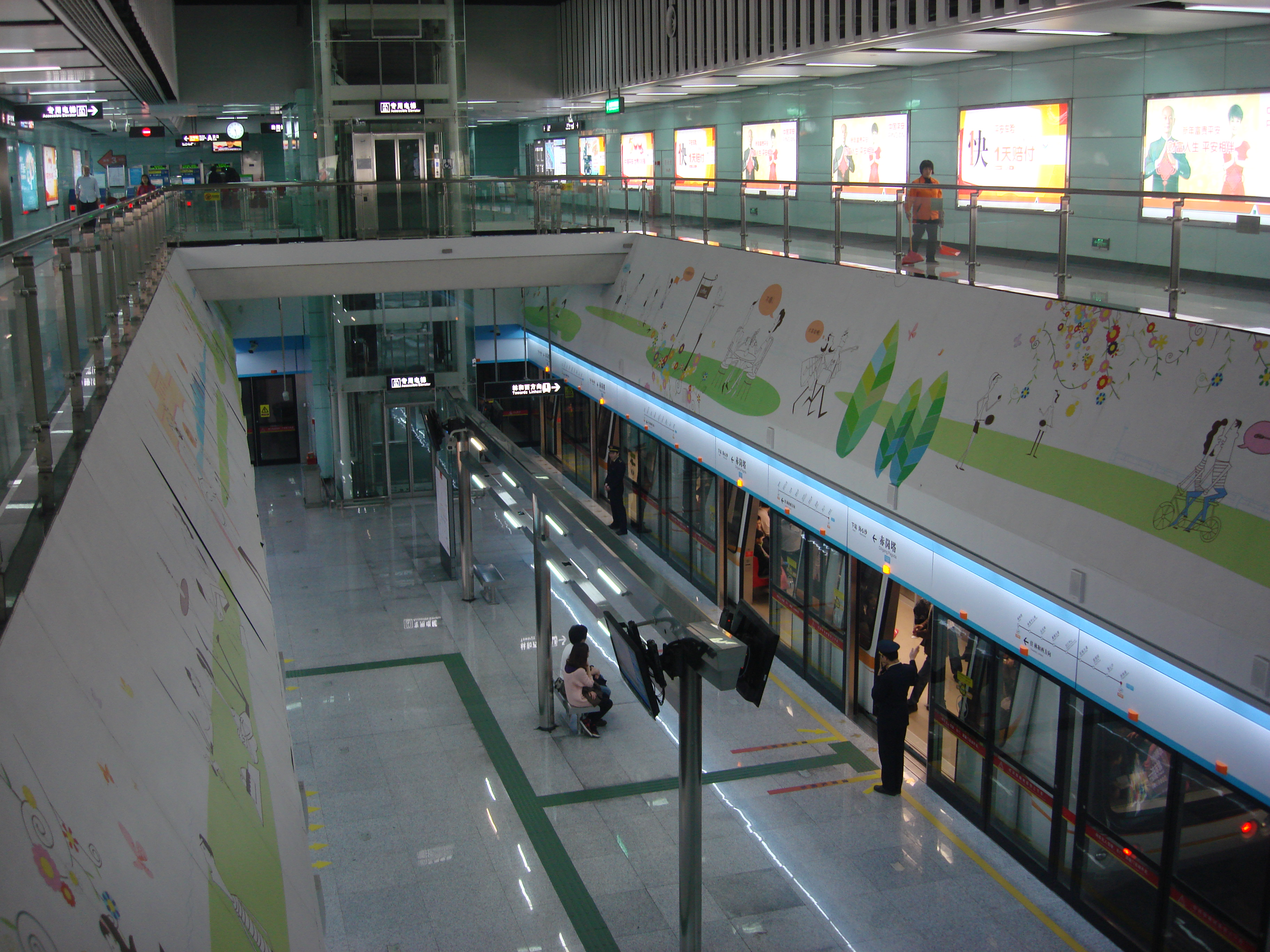
APM線ホーム

3号線
島式ホーム1面2線の地下駅。
APM線

## 駅周辺
- 広州塔
- 赤崗塔
- 利安花園
- 新鴻花園
- 省船舶工業学校

## 沿革
- 2005年12月30日 - 3号線の赤崗塔駅（Chigang Pagoda Station）として開業。
- 2010年11月28日 - 珠江新城新交通システム線（APM線）が開業。
- 2013年12月28日 - 広州塔駅（Canton Tower Station）に改名。
- 2014年12月31日 - 海珠有軌電車1号線（THZ1線）開業（広州塔東駅として）。
- 2024年11月12日 - THZ1線の駅が工事のため休止。
- 2025年7月1日 - THZ1線の駅が広州塔駅と改称して営業再開。（同時に旧広州塔駅は廃止)

## 隣の駅
広州地下鉄
■ 3号線
珠江新城駅 310 - 広州塔駅 309 - 客村駅 308
■ APM線
海心沙駅 APM02 - 広州塔駅 APM01
広州有軌電車
■ 海珠有軌1号線
広州塔駅 THZ101 - 猟徳大橋南駅 THZ102